# Germania ai Giochi della IV Olimpiade
La Germania partecipò ai Giochi della IV Olimpiade che si sono svolti a Londra dal 27 aprile al 31 ottobre 1908, con una delegazione di 81 atleti impegnati in dodici discipline.